# Zaina Bouzerrade
Zaina Bouzerrade (IJsselstein, 29 juli 2002) is een Nederlands voetbalster.

## Carrière
Bouzerrade speelde voor de Ajax Talenten in de beloftencompetitie, en werd in 2019 officieel aan de selectie van het eerste elftal toegevoegd. Op 8 oktober 2021 maakte ze met een invalbeurt haar debuut in de Vrouwen Eredivisie. In de zomer van 2022 maakte ze de overstap naar PEC Zwolle

### Carrièrestatistieken
| Seizoen         | Club            | Land            | Competitie         | Competitie | Competitie | Beker | Beker | Internationaal | Internationaal | Overig | Overig | Totaal | Totaal |
| Seizoen         | Club            | Land            | Competitie         | Wed.       | Dlp.       | Wed.  | Dlp.  | Wed.           | Dlp.           | Wed.   | Dlp.   | Wed.   | Dlp.   |
| --------------- | --------------- | --------------- | ------------------ | ---------- | ---------- | ----- | ----- | -------------- | -------------- | ------ | ------ | ------ | ------ |
| 2020/21         | Ajax            | Nederland       | Vrouwen Eredivisie | 0          | 0          | 0     | 0     | –              | –              | 0      | 0      | 0      | 0      |
| 2021/22         | Ajax            | Nederland       | Vrouwen Eredivisie | 4          | 0          | 0     | 0     | –              | –              | 1      | 0      | 5      | 0      |
| 2022/23         | PEC Zwolle      | Nederland       | Vrouwen Eredivisie | 9          | 0          | 1     | 0     | –              | –              | –      | –      | 10     | 0      |
| Carrière totaal | Carrière totaal | Carrière totaal | Carrière totaal    | 13         | 0          | 1     | 0     | 0              | 0              | 1      | 0      | 15     | 0      |

## Interlandcarrière

### Nederland onder 17
Op 17 oktober 2018 debuteerde Bouzerrade bij het Nederland –17 in een kwalificatie wedstrijd tegen Georgië –17 (16–0).
| Interlands van Zaina Bouzerrade | Interlands van Zaina Bouzerrade | Interlands van Zaina Bouzerrade | Interlands van Zaina Bouzerrade | Interlands van Zaina Bouzerrade | Interlands van Zaina Bouzerrade |
| №                               | Datum                           | Wedstrijd                       | Uitslag                         | Soort wedstrijd                 | Doelpunten                      |
| Als speelster bij Ajax          | Als speelster bij Ajax          | Als speelster bij Ajax          | Als speelster bij Ajax          | Als speelster bij Ajax          | Als speelster bij Ajax          |
| ------------------------------- | ------------------------------- | ------------------------------- | ------------------------------- | ------------------------------- | ------------------------------- |
| 1.                              | 17 oktober 2018                 | Nederland – Georgië             | 16 – 0                          | Kwalificatie EK –17 2019        | 0                               |
| 2.                              | 23 oktober 2018                 | Zweden – Nederland              | 1 – 1                           | Kwalificatie EK –17 2019        | 0                               |
| 3.                              | 12 december 2018                | Duitsland – Nederland           | 0 – 2                           | Vriendschappelijk               | 0                               |
| 4.                              | 6 februari 2019                 | België – Nederland              | 1 – 3                           | Vriendschappelijk               | 0                               |
| 5.                              | 10 maart 2019                   | Rusland – Nederland             | 0 – 3                           | Vriendschappelijk               | 0                               |
| 6.                              | 5 mei 2020                      | Oostenrijk – Nederland          | 1 – 4                           | EK –17 2019                     | 0                               |
| 7.                              | 14 mei 2020                     | Spanje – Nederland              | 1 – 3                           | EK –17 2019                     | 0                               |

### Nederland onder 16
Op 17 februari 2018 debuteerde Bouzerrade bij het Nederland –16 in een vriendschappelijke wedstrijd tegen Duitsland –16 (1–0).
| Interlands van Zaina Bouzerrade | Interlands van Zaina Bouzerrade | Interlands van Zaina Bouzerrade | Interlands van Zaina Bouzerrade | Interlands van Zaina Bouzerrade | Interlands van Zaina Bouzerrade |
| №                               | Datum                           | Wedstrijd                       | Uitslag                         | Soort wedstrijd                 | Doelpunten                      |
| Als speelster bij Ajax          | Als speelster bij Ajax          | Als speelster bij Ajax          | Als speelster bij Ajax          | Als speelster bij Ajax          | Als speelster bij Ajax          |
| ------------------------------- | ------------------------------- | ------------------------------- | ------------------------------- | ------------------------------- | ------------------------------- |
| 1.                              | 17 februari 2018                | Duitsland – Nederland           | 0 – 1                           | Vriendschappelijk               | 0                               |
| 2.                              | 19 februari 2018                | Nederland – Portugal            | 0 – 0                           | Vriendschappelijk               | 0                               |